# トーマス・デン
トーマス・デン（英: Thomas Jok Deng、1997年3月20日 - ）は、ケニア・ナイロビ出身のプロサッカー選手。Jリーグ・横浜F・マリノス所属。ポジションはディフェンダー（センターバック、右サイドバック）。オーストラリア代表。
オーストラリアと南スーダンの2重国籍をもつ。2022 FIFAワールドカップ オーストラリア代表メンバー。

## クラブ経歴

### オーストラリア時代
アデレードのサッカークラブに所属して本格的にサッカーを開始。14歳でメルボルンに転居して地元のサッカークラブに所属した後、しばらくしてAリーグ・メルボルン・ビクトリーのユースに加入。ユース時代にはトップチームへの練習参加も経験し、1年後に昇格、18歳でメルボルン・ビクトリーとプロ契約を結ぶ。
2015年、メルボルン・ビクトリーFCでAリーグデビューを果たす。プロ1年目より13試合に出場し、同年にFFAカップを獲得。
翌2016-17シーズンは期限付き移籍によりオランダ・PSVアイントホーフェンのリザーブチームのヨングPSVに加入し、ルート・ファン・ニステルローイの指導を受けステーフェン・ベルフワインらとプレー。出場機会を優先し、1シーズン限りでメルボルン・ビクトリーに復帰する。
復帰1年目となる2017-18シーズンにはAリーグのタイトルを獲得。翌2018-2019シーズンは本田圭佑とともにプレーして本田から「まだ若いけれど、オーストラリアで最高の才能を持つ選手の1人」と評され、2019年のAFCチャンピオンズリーグにも出場する。

### 浦和レッズ
2020年1月に開催されたAFC U-23選手権2020にオーストラリア代表の主将として参加し、そこでのプレーからセンターバックとサイドバックでプレーできるユーティリティ性にジャンプ力やスピードなど高い身体能力、さらに主将としてのピッチ内外での振る舞いや言動が評価された事によって、1月28日にJ1リーグの浦和レッズへの加入が発表された。キャンプ入りが遅かったことに加えて新型コロナウイルス感染症の流行に伴うリーグ中断が重なったため、加入後半年近く出番がなかったが、7月4日のJ1・横浜F・マリノス戦でようやく移籍後初出場を果たした。8月23日、J1・ヴィッセル神戸戦で移籍後初ゴールとなる豪快なボレーシュートを決め、このゴールは8月の月間ベストゴールにも選ばれた。
2021年シーズンは負傷のため出遅れ、5月19日のルヴァンカップ・横浜FC戦で戦線に復帰した。東京オリンピック後、前年シーズン終盤から苦しんできたグロインペイン（左足の股関節痛）が再発。別メニュー調整が続いていたが、その後も負傷離脱を繰り返し、全公式戦出場わずか6試合に終わった。11月24日、契約満了により同年シーズン限りで浦和を退団することが発表された。

### アルビレックス新潟
2022年1月5日、当時J2リーグのアルビレックス新潟への移籍が発表された。1月21日にサッカーダイジェストのオンライン取材にて新潟加入の理由について、新潟が目指しているサッカーにフィットすると思ったこと、ジェイソン・ゲリアからJ2が戦術的にも技術的にもJ1と遜色がないこと、そして自分の能力を示せるところでプレーしたかったことを挙げた。同年シーズンの前半は、前年故障した部位を回復させるために別メニューで練習を続け、夏以降に全体練習に合流。シーズン後半に出場するようになり、チームのJ2リーグ優勝に貢献。2023年のジーズンからは、J1へ活躍の場を移した。
2024年11月28日、契約満了に伴い2024年シーズン限りで新潟を退団することが発表された。ホーム最終戦となったG大阪戦後には、他の契約を満了する選手とともに別れの挨拶をする場が設けられた。

### 横浜F・マリノス
2025年1月21日、横浜F・マリノスへの移籍が発表された。
1月のキャンプは3日目から合流。順調にペースを上げていたが、1月27日の練習中に左足首付近を負傷。練習続行が不可能となった。

## 代表経歴
代表は一貫してオーストラリア代表を選択。
U-20代表としてはAFC U-19選手権2016に出場した。
U-23代表としてはAFC U-23選手権2016、AFC U-23選手権2018、AFC U-23選手権2020の3回に出場した。
U-24代表としては東京オリンピックのメンバーに選出された。
A代表としては2018年10月15日に行われたクウェート代表との親善試合に出場し代表初キャップ、この試合では同じ南スーダン難民の幼馴染であるアワー・メイビルもともに初キャップとなった。2022年、2022 FIFAワールドカップ オーストラリア代表メンバーに選出された。

## 私生活
- ナイロビ（ケニア）で南スーダン難民の子供として南スーダン出身の両親の間に生まれ、道端でストリートサッカーを始める。その後6歳の時に、医師である父を仕事の都合でナイロビに残して母、3人の兄、姉の家族とともにアデレード（オーストラリア）に移住[2]、オーストラリア国籍を取得する。
- 兄のピーター・デンは南スーダン代表のサッカー選手[22]。
- 2024年に結婚。伝統的な形式での結婚式を挙げた[23][24]。

## 個人成績
| 国内大会個人成績 | 国内大会個人成績 | 国内大会個人成績 | 国内大会個人成績 | 国内大会個人成績 | 国内大会個人成績 | 国内大会個人成績 | 国内大会個人成績 | 国内大会個人成績 | 国内大会個人成績 | 国内大会個人成績 | 国内大会個人成績 |
| 年度             | クラブ           | 背番号           | リーグ           | リーグ戦         | リーグ戦         | リーグ杯         | リーグ杯         | オープン杯       | オープン杯       | 期間通算         | 期間通算         |
| 年度             | クラブ           | 背番号           | リーグ           | 出場             | 得点             | 出場             | 得点             | 出場             | 得点             | 出場             | 得点             |
| オーストラリア   | オーストラリア   | オーストラリア   | オーストラリア   | リーグ戦         | リーグ戦         | リーグ杯         | リーグ杯         | FFA杯            | FFA杯            | 期間通算         | 期間通算         |
| ---------------- | ---------------- | ---------------- | ---------------- | ---------------- | ---------------- | ---------------- | ---------------- | ---------------- | ---------------- | ---------------- | ---------------- |
| 2015-16          | メルボルン・V    |                  | Aリーグ          | 13               | 0                | -                | -                | 0                | 0                | 13               | 0                |
| オランダ         | オランダ         | オランダ         | オランダ         | リーグ戦         | リーグ戦         | リーグ杯         | リーグ杯         | KNVBカップ       | KNVBカップ       | 期間通算         | 期間通算         |
| 2016-17          | ヨングPSV        |                  | エールステ       | 5                | 0                | 0                | 0                | 0                | 0                | 5                | 0                |
| オーストラリア   | オーストラリア   | オーストラリア   | オーストラリア   | リーグ戦         | リーグ戦         | リーグ杯         | リーグ杯         | FFA杯            | FFA杯            | 期間通算         | 期間通算         |
| 2017-18          | メルボルン・V    | 14               | Aリーグ          | 21               | 2                | -                | -                | 0                | 0                | 21               | 2                |
| 2018-19          | メルボルン・V    | 14               | Aリーグ          | 26               | 0                | -                | -                | 2                | 0                | 28               | 0                |
| 2019-20          | メルボルン・V    | 14               | Aリーグ          | 6                | 0                | -                | -                | 1                | 0                | 7                | 0                |
| 日本             | 日本             | 日本             | 日本             | リーグ戦         | リーグ戦         | リーグ杯         | リーグ杯         | 天皇杯           | 天皇杯           | 期間通算         | 期間通算         |
| 2020             | 浦和             | 20               | J1               | 19               | 1                | 0                | 0                | -                | -                | 19               | 1                |
| 2021             | 浦和             | 20               | J1               | 2                | 0                | 3                | 0                | 1                | 0                | 6                | 0                |
| 2022             | 新潟             | 3                | J2               | 8                | 0                | -                | -                | 0                | 0                | 8                | 0                |
| 2023             | 新潟             | 3                | J1               | 26               | 0                | 2                | 0                | 1                | 0                | 29               | 0                |
| 2024             | 新潟             | 3                | J1               | 30               | 0                | 3                | 0                | 0                | 0                | 33               | 0                |
| 2025             | 横浜FM           | 44               | J1               |                  |                  |                  |                  |                  |                  |                  |                  |
| 通算             | オーストラリア   | オーストラリア   | Aリーグ          | 66               | 2                | -                | -                | 3                | 0                | 69               | 2                |
| 通算             | オランダ         | オランダ         | エールステ       | 5                | 0                | 0                | 0                | 0                | 0                | 5                | 0                |
| 通算             | 日本             | 日本             | J1               | 77               | 1                | 8                | 0                | 2                | 0                | 87               | 1                |
| 通算             | 日本             | 日本             | J2               | 8                | 0                | -                | -                | 0                | 0                | 8                | 0                |
| 総通算           | 総通算           | 総通算           | 総通算           | 156              | 3                | 8                | 0                | 5                | 0                | 169              | 3                |

| 国際大会個人成績 | 国際大会個人成績 | 国際大会個人成績 | 国際大会個人成績 | 国際大会個人成績 |
| 年度             | クラブ           | 背番号           | 出場             | 得点             |
| AFC              | AFC              | AFC              | ACL              | ACL              |
| ---------------- | ---------------- | ---------------- | ---------------- | ---------------- |
| 2016             | メルボルン・V    |                  | 0                | 0                |
| 2018             | メルボルン・V    | 14               | 5                | 0                |
| 2019             | メルボルン・V    | 14               | 5                | 0                |
| 通算             | AFC              | AFC              | 10               | 0                |

その他の公式戦
- 2017-18
  - Aリーグファイナル 3試合0得点
- 2018-19
  - Aリーグファイナル 2試合0得点

## 代表歴

### 試合数
- 国際Aマッチ 3試合 0得点（2018年-）[25]

| オーストラリア代表 | 国際Aマッチ | 国際Aマッチ |
| 年                 | 出場        | 得点        |
| ------------------ | ----------- | ----------- |
| 2018               | 1           | 0           |
| 2019               | 0           | 0           |
| 2020               | 0           | 0           |
| 2021               | 0           | 0           |
| 2022               | 1           | 0           |
| 2023               | 1           | 0           |
| 2024               |             |             |
| 通算               | 3           | 0           |

## タイトル

### クラブ
浦和レッズ
- 天皇杯 JFA 全日本サッカー選手権大会：1回（2021年）

アルビレックス新潟
- J2リーグ：1回（2022年）

### 個人
- J1リーグ月間ベストゴール：1回（2020年8月）